# Franz II Cramer
Franz II Cramer (Múnic, 1783 - 1835) fou un pianista, i compositor alemany, pare del també músic Enric Cramer, ambdós pertanyents a la nissaga de músics Cramer.
També fou un notable flautista, ingressant com a tal en l'orquestra de la cort de Baviera. Compositor distingit deixà l'òpera Hidallano, diversos concerts i peces per a piano i flauta i un ball escènic.